# Hrabstwo Jefferson (Nowy Jork)
Jefferson – hrabstwo (ang. county) w stanie  Nowy Jork w USA. Populacja wynosi 111 738 mieszkańców (stan według spisu z 2000 r.).
Powierzchnia hrabstwa wynosi 4810 km². Gęstość zaludnienia wynosi 34 osób/km².

## Miasta
- Adams
- Alexandria
- Antwerp
- Brownville
- Cape Vincent
- Champion
- Clayton
- Ellisburg
- Henderson
- Hounsfield
- Le Ray
- Lorraine
- Lyme
- Orleans
- Pamelia
- Philadelphia
- Rodman
- Rutland
- Theresa
- Watertown
- Wilna
- Worth

## CDP
- Adams Center
- Belleville
- Calcium
- Depauville
- Fishers Landing
- Great Bend
- Henderson
- La Fargeville
- Lorraine
- Natural Bridge
- Oxbow
- Pamelia Center
- Pierrepont Manor
- Plessis
- Redwood
- Rodman
- Thousand Island Park
- Three Mile Bay

## Wioski
- Adams
- Alexandria Bay
- Antwerp
- Black River
- Brownville
- Cape Vincent
- Carthage
- Chaumont
- Clayton
- Deferiet
- Dexter
- Ellisburg
- Evans Mills
- Glen Park
- Herrings
- Mannsville
- Philadelphia
- Sackets Harbor
- Theresa
- West Carthage